# عميد محاجنة
عميد محاجنة (مواليد 11 أكتوبر 1996) هو لاعب كرة قدم فلسطيني من عرب 48 مولود في أم الفحم في إسرائيل يلعب لصالح نادي الريان في دوري نجوم قطر ومنتخب فلسطين لكرة القدم في مركز الدفاع.

## وصلات خارجية
- عميد محاجنة على موقع ناشيونال فوتبول تيمز (الإنجليزية)
- عميد محاجنة على موقع Soccerway.com (الإنجليزية)